# Метеор-2

КА «Метеор-2»

Метеор-2 — серия советских метеорологических спутников. Представляет собой второе поколение советских метеорологических ИСЗ, улучшенный вариант метеоспутника первого поколения Метеор.
Всего был запущен 21 аппарат с 1975 по 1993 год.
Наряду с Метеор-2М, являлись основой глобальной космической метеорологической системы СССР созданной в 1967—1971 годах.

## Разработка
Головной разработчик — НИИ-627, ВНИИЭМ (Всесоюзный НИИ электромеханики). ВНИИЭМ был единственной организацией, самостоятельно разрабатывавшей космические аппараты вне системы Минобщемаша.
В период 1970—1975 гг. по заказу Главного управление гидрометеослужбы при Совете Министров СССР и Министерства обороны был разработан метеорологический КА второго поколения «Метеор-2». Основой аппарата стала новая спутниковая платформа СП-I.

Параметры СП-I

Тип и высота орбиты, км — ССО, 600—1200

Ракета-носитель — 8А92М, «Восток-2М»

Масса КА, кг — до 2000

Масса полезной нагрузки, кг — до 650

Масса платформы, кг — до 1300

Точность трёхосной ориентации, угл.мин. — 30

Точность угловой стабилизации, угл.град/с — до 0,001

Энергопотребление платформы, Вт — до 200

Энергопотребление полезной нагрузки, Вт — до 500

Поле обзора аппаратуры — ограничено

Срок службы — 2 года

Обеспечение качества ДЗЗ:

пространственное разрешение, м — до 30-50

радиометрическая точность, К — до 2-3

информативность радиоканалов, Мбит/с (по возможностям АФУ) — до 16

## Характеристики

### Аппаратура
Аппаратура спутника работает в видимом (0,5 — 0,7 мкм) и инфракрасном (8 — 12 мкм и 11,10 — 18,70 мкм) диапазонах спектра.
ТВ-аппаратура (телевизионная аппаратура).
Предназначена для получения изображения облачности, ледяных и снежных полей, а также других видов подстилающей поверхности. Поскольку эти объекты обладают различными коэффициентами отражения, то это позволяет получать изображения с широким диапазоном полутонов. На оперативных спутниках «Метеор-2» телевизионная аппаратура представлена в двух видах:
1. Сканирующий телефотометр для автоматической (прямой) передачи изображения облачности, то есть для получения (на оперативной основе) региональных изображений непосредственно того района, над которым пролетает ИСЗ и где установлена наземная аппаратура приема. Данный режим работы называется режимом непосредственной передачи изображений.
2. Сканирующая ТВ-аппаратура, предназначенная для получения глобальных изображений (то есть для всей дневной стороны Земли). Этот режим работы называется режимом запоминания информации, ТВ-аппаратура ИСЗ «Метеор-2» дает возможность различать облачность на фоне подстилающей поверхности при условии достаточной освещенности в районе съемки (при высоте солнца над местным горизонтом более 5°).
ИК-аппаратура
Используется для обнаружения и прослеживания облачности на теневой стороне Земли.
Работает в участке спектра 8 — 12 мкм.
С помощью ИК-аппаратуры осуществляется глобальный съем информации, как на теневой, так и на освещенной части каждого рабочего витка. Яркость (тон) изображения какого-либо объекта на инфракрасном снимке определяется главным образом температурой излучающей поверхности. Облака, имеющие чаще всего более низкую температуру, чем подстилающая поверхность, представляются на инфракрасных снимках яркими зонами на фоне серой или темной подстилающей поверхности.
Сканирующий восьмиканальный ИК-радиометр.
Работает в (11,10; 13,33; 13,70; 14,24; 14,43; 15,02; 18,70 мкм) диапазонах. Предназначен для получения глобальных данных температурного зондирования атмосферы.

### Орбита
ИСЗ «Метеор-2» запускаются на приполярные орбиты, близкие к круговым, имеющие высоты около 900 км. Углы наклона их плоскостей к плоскости экватора составляют 81,2°. За один оборот вокруг Земли ИСЗ «Метеор-2» может снимать ТВ- и ИК-информацию в режиме запоминания с территории, составляющей около 20 % поверхности земного шара. Из опыта использования спутниковой информации известно, что в интересах службы погоды она должна собираться с территории всего земного шара несколько раз в сутки. Это можно сделать только с помощью системы из нескольких одновременно функционирующих оперативных метеорологических ИСЗ.
Дело в том, что оперативный ИСЗ, выведенный на орбиту высотой около 900 км, имеет период обращения Т = 102,5 мин. За это время Земля успевает повернуться вокруг своей оси на угол около 25,6°, что соответствует линейному смещению около 2800 км на экваторе и около 1500 км на широте Москвы. В то же время ширина полосы обзора бортовой научной аппаратуры ИСЗ «Метеор-2», согласно табл. 2, равняется для ТВ-аппаратуры 2100 и 2200 км, а для ИК-аппаратуры 2600 км. Это значительно меньше межвиткового смещения проекции орбиты, ИСЗ на экваторе. Следовательно, с помощью одного ИСЗ «Метеор-2» нельзя без пропусков в экваториальной зоне «осматривать» всю поверхность Земли.
При создании метеорологической системы требуется, чтобы плоскости орбит входящих в неё ИСЗ были определенным образом разнесены по долготам восходящих узлов. Так, например, при создании системы из двух ИСЗ восходящие узлы их орбит должны быть разнесены на 90 — 100° по долготе на экваторе, а при создании системы из трех ИСЗ — на 60°, Кроме того, известно, что через некоторое время после запусков ИСЗ вследствие прецессии орбит, о чём говорилось ранее, их проекции на земную поверхность будут сходиться вместе или, наоборот, расходиться на расстояния, более допустимых. В результате этого ИСЗ будут фотографировать одну и ту же местность или оставлять непросмотренными значительные территории.
Такое нежелательное явление возникает из-за разных высот орбит, на которые выводятся ИСЗ. Чтобы избежать это явление, необходимо после запусков ИСЗ проводить коррекцию их орбит. Для этой цели на борту метеорологических ИСЗ должны быть установлены специальные корректирующие двигательные установки, позволяющие изменять высоту орбиты ИСЗ до необходимых значений.
Расчеты и многолетняя практика работы показала, что в составе космической метеорологической системы практически достаточно иметь два оперативных ИСЗ и один-два экспериментальных. С помощью двух оперативных ИСЗ, плоскости орбит которых по экватору отстоят друг от друга примерно на 90 — 100°, система позволяет в течение суток дважды собирать информацию примерно с 80 % поверхности Земли. При этом каждый из районов планеты наблюдается с интервалом около 6 ч. Автоматическая (прямая) передача ТВ- и ИК-изображений может приниматься во время пролёта ИСЗ в зоне радиовидимости наземных пунктов, оснащенных простейшей аппаратурой и расположенных в любой точке земного шара.
Зона уверенного приема такой информации имеет радиус около 2500 км. Это позволяет любому пункту осуществлять прием информации с каждого ИСЗ, как правило, на двух витках днем и на двух витках ночью. За один сеанс съема информации, который продолжается в среднем около 10 мин, принимается информация с территории, равной 2100 × 4500 = 9 450 000 км2.